# 学校法人大阪朝鮮学園
学校法人大阪朝鮮学園（がっこうほうじんおおさかちょうせんがくえん、학교법인 오사까조선학원）は、大阪府大阪市東成区にある学校法人にして大阪府内における朝鮮学校の設置者。いずれも各種学校である。以前までは旧中大阪朝鮮初級学校の場所にあったが廃校になったため現在は大阪市東成区の別の場所に移転している。
大阪市有地にある中大阪朝鮮初級学校の約5000平方メートルの土地をおよそ半世紀に渡って無償利用してきたが、有償化協議が不調に終わり、2012年12月に大阪市より大阪地方裁判所に提訴がなされた。2014年夏頃から和解協議に応じ、2015年5月の大阪市との協議で売買契約に応じることを明らかにした。
平成23年度より大阪府からの補助金が打ち切られており、児童・生徒数も減少していることから、学校の統廃合も検討されている。2015年2月には、日本私立学校振興・共済事業団へ納付する必要がある社会保険料の掛け金2億円超の滞納が発覚した。

## 設置している学校
- 日本の高等学校相当
  - 大阪朝鮮中高級学校　高級部
- 日本の中学校相当
  - 大阪朝鮮中高級学校　中級部
- 日本の小学校相当
  - 大阪朝鮮初級学校
  - 東大阪朝鮮初級学校
  - 南大阪朝鮮初級学校
  - 北大阪朝鮮初級学校
- 幼稚班（日本の幼稚園相当）
  - 大阪朝鮮初級学校附属幼稚班
  - 東大阪朝鮮初級学校付属幼稚班
  - 南大阪朝鮮初級学校付属幼稚班
  - 北大阪朝鮮初級学校付属幼稚班